# Герб комуни Ботчирка
Герб комуни Ботчирка (швед. Botkyrka kommunvapen) — символ шведської адміністративно-територіальної одиниці місцевого самоврядування комуни Ботчирка. 

## Історія
Герб ландскомуни Ботчирка отримав королівське затвердження 1954 року. Як герб комуни його зареєстровано 1974 року і повторно 1983 року, після проведення адміністративно-територіальних змін. 

## Опис (блазон)
У червоному полі стоїть золотий Святий Ботвід з німбом навколо голови і тримає у розведених у сторони руках — сокиру у правиці та рибу в лівиці, обидві срібні.

## Зміст
Святий Ботвід є покровителем місцевої церкви, від якої комуна й отримала свою назву. Сокира і риба є атрибутами Святого Ботвіда.